# Sarissa

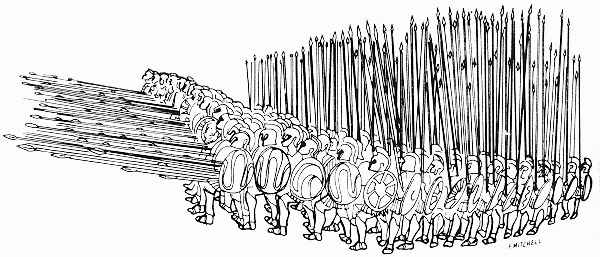
Falang med sarissor

En sarissa, grekiska σάρισα, är ett 4-7 meter långt spjut som användes i antik grekisk krigföring.  Det introducerades i Grekland av Filip II av Makedonien på 300-talet f.Kr. och användes av hopliter vid makedonsk falang-formering. Begreppet fortsatte att användas under bysantinska riket för att beskriva infanteriets långa lansar.

## Konstruktion och användning
Sarissan användes allra först av sumeriska arméer, så tidigt som 3000 f. Kr. Konstruktionen raffinerades av grekerna och sarissan förknippas numera med den grekiska tillämpningen.
Sarissan tillverkades av körsbärskornell, som är ett osedvanligt tätt och hårt träslag. Spjuten blev därför tunga och sjönk om de hamnade i vatten. Ett 5,5 meter långt spjut vägde ungefär 6,6 kg. Baktill på spjutet hade sarissan ett ankare i järn och brons som gjorde att det kunde säkras mot marken.
Sarissan var tung och otymplig att hantera och soldaterna som var utrustade med den kunde därför bara bära en mindre sköld, peltan, som hängde från halsen och skyddade den vänstra skuldran. Sarissan utgjorde ett bra skydd för truppen mot soldater med kortare vapen,  men utanför falangformationen var sarissan i stort sett obrukbar som vapen och till hinder vid truppförflyttningar.